# Музыка Кыргызстана
Кыргызская музыка — кочевая и сельская — тесно связана с туркменскими и казахскими народными мелодиями. Для кыргызской народной музыки характерно использование длинных устойчивых звуков, в которых присутствуют также русские элементы.

## Традиционная музыка
Путешествующие музыканты и шаманы, называемые манасчи, популярны благодаря пению и игре на комузе. Их музыка, как правило, это героические эпосы. Самым известным и длинным является Манас (его объём в 20 раз больше, чем «Одиссея» Гомера), рассказывающей о борьбе Манаса и его потомков с китайцами за независимость страны. Существуют современные чтецы Манаса, которые очень популярны, такие как Рысбек Джумабаев и Саякбай Каралаев.
Помимо комуза, киргизские народные инструменты включают в себя кыяк, сыбызгы, боковую флейту, чопо-чур и темир ооз комуз, известный как варган в некоторых странах. Комуз — национальный инструмент Кыргызстана. Это щипковый струнный инструмент. Кыл Кыяк также является важным символом кыргызской идентичности. Этот струнный инструмент, связанный с монгольским моринхуром, является важной ролью в киргизской культуре. Шаманские элементы киргизской народной культуры включают добульбу, аса-таяк и ранее упоминавшийся кобыз .
Комуз, кыл кыяк, добулбас и керней — это далеко не полный список народных инструментов, которые создавались из легкодоступных материалов и были удобны для переноски и при транспортировке в многочисленных кочевых переходах.

### Исполнители
Современные исполнители киргизской традиционной музыки является членами Камбарканского национального фольклорного ансамбля.
Саламат Садыкова — популярная традиционная киргизская певица с сильным голосом. Ее репертуар включает в себя современные произведения народного стиля, а также народные песни.